# Sanam Singh
Sanam Singh (* 11. Januar 1988 in Chandigarh) ist ein indischer Tennisspieler.

## Karriere
Sanam Singh spielt hauptsächlich auf der ATP Challenger Tour und der ITF Future Tour. Er konnte bislang sieben Einzel- und vier Doppelsiege auf der Future Tour feiern. Auf der Challenger Tour gewann er bis jetzt vier Doppelturniere.
Sanam Singh spielt seit 2012 für die indische Davis-Cup-Mannschaft. Für diese trat er in drei Begegnungen an, wobei er im Einzel eine Bilanz von 1:1 und eine Doppelbilanz von 1:0 aufzuweisen hat.

## Erfolge
| Legende (Anzahl der Siege)  |
| Grand Slam                  |
| ATP World Tour Finals       |
| ATP World Tour Masters 1000 |
| ATP World Tour 500          |
| ATP World Tour 250          |
| ATP Challenger Tour (4)     |

### Doppel

#### Turniersiege
| Nr. | Datum            | Turnier   | Belag     | Partner       | Finalgegner                                  | Ergebnis         |
| --- | ---------------- | --------- | --------- | ------------- | -------------------------------------------- | ---------------- |
| 1.  | 14. Februar 2014 | Kalkutta  | Hartplatz | Saketh Myneni | Divij Sharan Vishnu Vardhan                  | 6:3, 3:6, [10:4] |
| 2.  | 22. Februar 2014 | Neu-Delhi | Hartplatz | Saketh Myneni | Sanchai Ratiwatana Sonchat Ratiwatana        | 7:65, 6:4        |
| 3.  | 24. Oktober 2014 | Pune      | Hartplatz | Saketh Myneni | Sanchai Ratiwatana Sonchat Ratiwatana        | 6:3, 6:2         |
| 4.  | 24. Oktober 2015 | Bangalore | Hartplatz | Saketh Myneni | John Paul Fruttero N. Vijay Sundar Prashanth | 5:7, 6:4, [10:2] |